# Tomás Milián
Tomas Milian (născut Tomás Quintín Rodríguez-Varona Milián Salinas de la Fé y Álvarez de la Campa; n. 3 martie 1933, La Habana, Havana Province⁠(d), Cuba – d. 22 martie 2017, Miami, Florida, SUA) a fost un actor și cântăreț de origine cubaneză⁠(d) cu cetățenie americană și italiană cunoscut pentru rolurile principale din filmele europene⁠(d).
Unul dintre studenții lui Lee Strasberg, Milian a studiat interpretarea metodică la Actors Studio⁠(d) din New York. A fost descoperit de regizorul Mauro Bolognini⁠(d) în Italia și a apărut în roluri secundare în numeroase filme dramatice precum Bad Girls Don't Cry⁠(d) (1959) și The Agony and the Ecstasy (1965). La sfârșitul anilor 1960 și începutul anilor 1970, Milian s-a impus ca actor principal într-o serie de filme western spaghetti - The Big Gundown⁠(d) (1966), Django Kill... If You Live, Shoot!⁠(d) (1967) și The White, the Yellow, and the Black (1975). Dennis Hopper i-a oferit un rol în filmul său artistic The Last Movie⁠(d) (1971).
Odată cu intrarea în declin a westernurilor italiene, Milian s-a reprofilat pe filme poliziottesco⁠(d). A intrat în atenția publicului cinefil cu interpretarea psihopatului Giulio Sacchi în Milano odia: la polizia non può sparare⁠(d) (1974). Au urmat roluri în Squadra volante⁠(d) (1974), Roma a mano armata⁠(d) (1976) și Il cinico, l'infame, il violento⁠(d) (1977). După ce a revenit în Statele Unite în 1985, Milian a continuat să joace roluri secundare în producții de film precum JFK (1991), Amistad (1997), Traffic⁠(d) (2000) și The Lost City⁠(d) (2005).

## Biografie
Fiul unui general cubanez, Milian s-a născut în Havana. După ce a fost arestat și încarcerat, tatăl său s-a sinucis pe 31 decembrie 1946. Milián a decis ulterior să părăsească Cuba și să urmeze o carieră de actor. S-a stabilit în Statele Unite pentru a studia la Actors Studio și a devenit cetățean american. În 1969, a devenit cetățean italian naturalizat⁠(d).

### Cariera
Și-a început cariera în Statele Unite, însă a decis mai târziu să se stabilească în Italia. Acesta a vizitat țara în 1958 pentru a participa la un festival de teatru în Spoleto. Primul său film italian a fost Bad Girls Don't Cry⁠(d) (1959). Deși vocea îi era de obicei dublată din cauza accentului, Milián și-a interpretat replicile în italiană sau în engleză (în funcție de film). Inițial, a apărut în filme artistice și a lucrat cu regizori precum Mauro Bolognini⁠(d) și Luchino Visconti.
După cinci ani de filme „intelectuale”, Milián, nemulțumit de contractul cu producătorul Franco Cristaldi⁠(d), a luat în considerare să revină în Statele Unite. Având mare nevoie de bani, a acceptat să joace rolul unui bandit într-un western spaghetti intitulat El precio de un hombre⁠(d) (1967). Filmul i-a impulsionat cariera și a decis să rămână în Italia. A devenit o vedetă a genului western spaghetti, unde interpreta adesea bandiți sau revoluționari mexicani. A apărut în El precio de un hombre (1966), The Big Gundown (1966), Django Kill... If You Live, Shoot! (1967), Faccia a faccia⁠(d) (1967), Run, Man, Run⁠(d) (1968), Sentenza di morte⁠(d) (1968), Tepepa (1969), Compañeros (1970), Sonny and Jed⁠(d) (1972), Life Is Tough, Eh Providence?⁠(d) (1972) și Four of the Apocalypse⁠(d) (1975).
Odată cu intrarea în declin a filmelor western, Milián s-a reprofilat pe filme poliziotteschi⁠(d), interpretând atât personaje pozitive, cât și negative. A apărut împreună cu Barbara Bouchet⁠(d) în filmul giallo Don't Torture a Duckling⁠(d) (1972). Pe lângă rolurile din Milano odia: la polizia non può sparare (1974), Squadra volante, Roma a mano armata (1976) și Il cinico, l'infame, il violento (1977), acesta a apărut în două serii de filme - Nico Giraldi (1976-1984; începând cu Squadra antiscippo⁠(d)) și Er Monnezza (1976-1980; începând cu Il trucido e lo sbirro⁠(d)). De asemenea, a apărut în The Last Movie (1971), La Luna⁠(d) (1979), Identificazione di una donna⁠(d) (1982) și Monsignor⁠(d) (1982).
Mai târziu, s-a reorientat spre filmele de comedie, interpretând personajele  borfașul Monnezza și ofițerul de poliție Nico Giraldi în numeroase filme polițiste. Deși vocea sa a fost dublată de nenumărate ori de Ferruccio Amendola⁠(d), Milián și-a scris propriile replici în argou roman. Utilizarea ingenioasă a dialectului romanesco⁠(d) l-a transformat într-un star de cinema⁠(d) în Italia. Deoarece folosea make-up și accente similare în interpretarea ambelor personaje, Monnezza și Nico erau ocazional confundați de publicul italian. Rolul din filmul dramatic La Luna (1979), regizat de Bernardo Bertolucci, i-a adus premiul Nastro d'Argento la categoria „cel mai bun actor în rol secundar⁠(d)”.
Spre finalul carierei, Milián a decis să revină în Statele Unite. A apărut în Havana de Sydney Pollack, Amistad de Steven Spielberg, Trafic de Steven Soderbergh și în The Lost City de Andy García. De asemenea, a apărut în numeroase roluri de teatru. În 2005, l-a interpretat pe Rafael Leonidas Trujillo Molina în versiunea cinematografică⁠(d) a romanului The Feast of the Goat⁠(d). 
Milián a murit în urma unui accident vascular cerebral la casa sa din Miami pe 22 martie 2017.
Pe 11 octombrie 2017, a primit premiul Leone in Memoriam la ce de-a șapte ediție a Festivalui de film din Almería de Vest. A fost acceptat de prietenul său, Luis Santeiro⁠(d).

## Filmografie
- Decoy, Ep. "Fiesta at Midnight" (1958, Michael Gordon) - Juan Ortega
- The Millionaire, Ep. "The Louise Benton Story" (1959, James Sheldon) - Second Sailor
- Bad Girls Don't Cry (1959, Mauro Bolognini) - Moretto
- Il bell'Antonio (1960, Mauro Bolognini) - Edoardo
- Silver Spoon Set (1960, Francesco Maselli) - Alberto De Matteis
- The Mishap (1961, Alberto Lattuada) - Thomas Plemian
- A Day for Lionhearts (1961, Nanni Loy) - Gino Migliacci
- Day by Day, Desperately (1961, Alfredo Giannetti) - Dario Dominici
- Boccaccio '70 (1962, Luchino Visconti) - Conte Ottavio
- Disorder (1962, Franco Brusati) - Bruno
- La banda Casaroli (1962, Florestano Vancini) - Gabriele Ingenis
- Ro.Go.Pa.G., "La ricotta" (1963, Pier Paolo Pasolini) - Centurione
- Mare matto (1963, Renato Castellani) - Efsio
- I Kill, You Kill (1965, Gianni Puccini) - Lorenzo Berti
- Time of Indifference (1965, Francesco Maselli) - Michele
- The Camp Followers (1965, Valerio Zurlini) - Lt. Gaetano Martino
- The Agony and the Ecstasy (1965, Carol Reed) - Raphael
- Madamigella di Maupin (1966, Mauro Bolognini) as Chevalier d'Albert
- I soldi (1965, Gianni Puccini) - Bob
- The Ugly Ones (1966, Eugenio Martin) - José Gómez
- The Big Gundown (1967, Sergio Sollima) - Cuchillo Sanchez
- Face to Face (1967, Sergio Sollima) - Beau Bennet
- Django Kill... If You Live, Shoot! (1967, Giulio Questi) - The Stranger
- Bandits in Milan (1968, Carlo Lizzani) - Comissario Walter Basevi
- Death Sentence (1968, Mario Lanfranchi) - O'Hara
- Run, Man, Run! (1968, Sergio Sollima) - Cuchillo Sanchez
- A Fine Pair (1968, Francesco Maselli) - Roger
- Tepepa (1969, Giulio Petroni) - Jesus Maria "Tepepa" Moran
- Beatrice Cenci (1969, Lucio Fulci) - Olimpio Calvetti
- Where Are You Going All Naked? (1969, Pasquale Festa Campanile) - Manfredo
- Compañeros (1970, Sergio Corbucci) - El Vasco
- Viva Cangaceiro (1970, Giovanni Fago) - Espedito
- The Cannibals (1970, Liliana Cavani) - Emone
- The Designated Victim (1971, Maurizio Lucidi) - Stefano Augenti
- The Last Movie (1971, Dennis Hopper) - the Priest
- Ripped Off (1972, Franco Prosperi) - the Stranger
- Sonny and Jed (1972, Sergio Corbucci) - Jed Trigado
- Don't Torture a Duckling (1972, Lucio Fulci) - Andrea Martelli
- Counselor at Crime (1973, Alberto De Martino) - Thomas Accardo
- Life Is Tough, Eh Providence? (1972, Giulio Petroni) - Provvidenza
- Emergency Squad (1974, Stelvio Massi) - Tomas Ravelli
- Almost Human (1974, Umberto Lenzi) - Giulio Sacchi
- Silent Action (1975, Sergio Martino) - Rienzi
- Syndicate Sadists (1975, Umberto Lenzi) - Rambo
- The White, the Yellow, and the Black (1975, Sergio Corbucci) - Sakura
- Four of the Apocalypse (1975, Lucio Fulci) - Chaco
- fr (1975, Yves Boisset)
- Sex with a Smile (1976, Sergio Martino) - Cavaliere Marelli
- The Tough Ones (1976, Umberto Lenzi) - Vincenzo Moretto
- The Cop in Blue Jeans (1976, Bruno Corbucci), - Nico Giraldi
- The Twist (1976, Claude Chabrol) - The Detective
- Hit Squad (1976, Bruno Corbucci), - Nico Giraldi
- Young, Violent, Dangerous (1976, Romolo Guerrieri) - the Commissioner
- The Cynic, the Rat and the Fist (1977, Umberto Lenzi) - Luigi Maietto
- Free Hand for a Tough Cop (1977, Umberto Lenzi) - Sergio Marazzi
- Brothers Till We Die (1977, Umberto Lenzi) - Sergio Marazzi/The Hunchback
- Destruction Force (1977, Stelvio Massi) - Sergio Marazzi
- Squadra antitruffa (1977, Bruno Corbucci), - Nico Giraldi
- Little Italy (1978, Bruno Corbucci), - Nico Giraldi
- The Gang That Sold America (1979, Bruno Corbucci), - Nico Giraldi
- Assassinio sul Tevere (1979, Bruno Corbucci), - Nico Giraldi
- La Luna (1979, Bernardo Bertolucci) - Giuseppe
- Winter Kills (1979, William Richert) - Frank Mayo
- Il lupo e l'agnello (1980, Francesco Massaro) - Cuckoo
- Delitto a Porta Romana (1980, Bruno Corbucci), - Nico Giraldi
- Manolesta (1981, Pasquale Festa Campanile) - Gino Quirino
- Crime at the Chinese Restaurant (1981, Bruno Corbucci), - Nico Giraldi
- Uno contro l'altro, praticamente amici (1981, Bruno Corbucci) - Quinto Cecione
- Delitto sull'autostrada (1982, Bruno Corbucci), - Nico Giraldi
- Identification of a Woman (1982, Michelangelo Antonioni) - Niccolò
- Monsignor (1982, Frank Perry) - Father Francisco
- Cat and Dog (1982, Bruno Corbucci) - Tony Roma
- Crime in Formula One (1983, Bruno Corbucci), - Nico Giraldi
- Cop in Drag (1984, Bruno Corbucci), - Nico Giraldi
- King David (1985, Bruce Beresford) - Akiss
- The Equalizer, "Reign of Terror" (1985, Richard Compton) - Immanuel Pena
- Miami Vice, "Bought and Paid For" (1985, John Nicolella) - Octavio Arroyo
- Salome (1986, Claude d'Anna) - Herod II
- The Equalizer, "Shadow Play" (1987, Russ Mayberry) - Duran
- Distant Lights (1987, Aurelio Chiesa) - Bernardo Bernardi
- Cat Chaser (1989, Abel Ferrara) - Andres DeBoya
- Massacre Play (1989, Damiano Damiani) - Clem Da Silva
- Drug Wars: The Camarena Story (1990, Brian Gibson) - Florentino Ventura
- Revenge (1990, Tony Scott) - Cesar
- Havana (1990, Sydney Pollack) - Colonel Menocal
- Money (1991, Steven Hilliard Stern) - Robert Zarra
- JFK (1991, Oliver Stone) - Leopoldo
- Frannie's Turn (1992, various) - Joseph Escobar
- Murder, She Wrote, "Day of the Dead" (1992, Anthony Shaw) - Enrico Montejano
- Nails (1992, John Flynn) - Pedro Herrara
- Screenplay, "Bitter Harvest" (1992, Simon Cellan Jones) - Ramon Cires
- Love, Honor & Obey: The Last Mafia Marriage (1993, John Patterson) - Joe Profaci
- Marilyn & Bobby: Her Final Affair (1993, Bradford May) - Calro Rossi
- The Burning Season (1994, John Frankenheimer) - Darli Alves
- The Cowboy Way (1994, Gregg Champion) - Manny Huerta
- Fools Rush In (1997, Andy Tennant) - Tomas Fuentes
- Oz (1997, various) - Ricardo Alvarez
- Amistad (1997, Steven Spielberg) - Ángel Calderón de la Barca y Belgrano
- The Yards (2000, James Gray) - Manuel Sequeira
- Law & Order (2000, Christopher Misiano) - Colonel Emilio Pantoya
- For Love or Country: The Arturo Sandoval Story (2000, Joseph Sargent) - Sosa
- Traffic (2000, Steven Soderbergh) - General Arturo Salazar
- The Hire: Ambush (short, 2001, John Frankenheimer)
- Washington Heights (2002, Alfredo De Villa) - Eddie
- The Lost City (2005, Andy García) - Don Federico Fellove
- The Feast of the Goat (2005, Luis Llosa) - Rafael Leonidas Trujillo
- Tomas Milian: Acting on Instinct (2013, Ozzy Inguanzo) - Tomas Milian
- Fugly! (2014, Alfredo De Villa) - Gramps